# Яків Корицький
Яків Гаври́лович Кори́цький (* ?, Біла Церква — † 1695, Гадяч) — український військовик доби Гетьманщини, дипломат, один із близьких соратників Петра Дорошенка. Наказний гетьман (1669), генеральний обозний (1668-1669), чигиринський полковник (1670-1676, з перервами).

## Походження
За даними В. Кривошеї, народився на Білоцерківщині. Ймовірно, був сином шляхтича Гаврила Корицького, що на початку Визвольної війни Б. Хмельницького воював на боці козаків, очолював полк на Правобережжі, влітку 1649 направлений з полком у Литву.
Шляхетський рід Корицьких гербу Цьолек був відгалуженням знатного литовсько-татарського роду Уланів-Асанчуковичів, що починаючи з XV століття володіли маєтком Корицею у Новогрудському повіті (сучасна Білорусь). Засновником роду був золотоординський принц-Чингізид Асанчук, що перейшов на службу до великого князя литовського Вітовта. Належність Якова Корицького до роду Корицьких гербу Цьолек доводить особиста печатка його сина — опішнянського сотника Петра Корицького, на якій зображена голова бика — символ роду.

## Життєпис
1649 — реєстровий козак Животівської сотні Кальницького полку. На думку В. Кривошеї, у 1660-х мав деякий час обіймати уряд полкового обозного, найвірогідніше — білоцерківського або чигиринського.
Із січня 1668 — генеральний обозний реґіменту правобережного гетьмана Петра Дорошенка. Змінив на уряді досвідченого воєначальника Івана Демиденка напередодні московсько-української війни на Лівобережжі, про підготовку до якої Дорошенко знав. Отже, на той момент мусив відзначитися у боях, або ж користуватися винятковою довірою гетьмана. Брав участь у поході Дорошенка на Лівобережжя у червні 1668, керував козацькою артилерією у битві під Хухрою.
У березні 1669 уряд генерального обозного у П. Дорошенка зайняв Федір Коробка. Корицький залишився в оточенні гетьмана. Брав участь у бойових діях проти прибічників П. Суховія. У вересні 1669 як наказний гетьман очолив 15-тисячне військо Дорошенка (сердюцькі полки, Подільський, Лубенський, Полтавський полки, 500 білгородських татар), що мало завдання витіснити сили «сіверського» гетьмана Дем'яна Ігнатовича із Посулля. У битві, що відбулась між Лохвицею та Ромнами, 20-тисячне військо Ігнатовича (5 реєстрових, три компанійські полки) розгромило корпус Корицького. Наказний гетьман був змушений рятуватися втечею.
У січні 1670 сили «дорошенківців» на Лівобережжі очолив Яків Лизогуб. Натомість Корицький дістав уряд чигиринського полковника замість Івана Дуб'яги. У березні 1671 взяв участь у Корсунській раді. За її підсумками разом з іншими старшинами написав листа королю Речі Посполитої з підтримкою політичного курсу Дорошенка. Також поставив свій підпис під відозвою до запорозьких козаків із підтримкою Дорошенка та засудженням Острозької угоди М. Ханенка з Варшавою. Вів бойові дії проти прибічників Ханенка.
1672 на деякий час поступився пірначем Яремі Петрановському. 1674 — знову на уряді чигиринського полковника, бере участь в обороні Чигирина від московитів і полків лівобережного гетьмана Івана Самойловича. У квітні 1676 на чолі Чигиринського полку знову був Петрановський, проте вже восени Корицький керував підрозділом під час другої облоги Чигирина. Після капітуляції Дорошенка у вересні 1676 перейшов на службу до Самойловича.
1677 призначений охотницьким полковником. У серпні успішно керував залогою Чигирина (Чигиринський, Полтавський, сердюцькі полки, надвірні хоругви Самойловича) під час оборони міста від османських військ. 1678 на чолі кінного полку вирушив на Запоріжжя, проводив спільні військові операції з кошовим отаманом Іваном Сірком.
З 1679 по 1681 — полковий осавул охотницького полку Андрія Ребриковського. 1681 очолив Першо-Опішнянську сотню Гадяцького полку. Від гетьмана Самойловича на уряд дістав село Глинське. Купив ґрунти у колишнього полтавського полковника Прокопа Левенця, дім в Опішні — у Стефана Івановича. 1684 усунутий з сотницького уряду.
На думку В. Кривошеї, неформально очолював угруповання колишніх «дорошенківців» у Гадяцькому полку, що було в опозиції до Самойловича. Був одним із організаторів заворушень у полку і вбивств ставлеників гетьмана під час Коломацького заколоту у липні 1687. Тоді ж обраний гадяцьким полковим обозним. Цей уряд тримав до самої смерті.
12 травня 1691 подарував ставок із греблею, ліси та луку у Городиській сотні Миргородського полку Київському Пустинно-Микільському монастирю. Помер наприкінці 1695 на уряді в Гадячі.

## Родина
Був одружений з невідомою на ім'я сестрою шляхтича Данила Штишевського.
- Син Павло — наказний гадяцький полковник у 1688;
- Син Петро — фастівський полковник, наказний гадяцький полковник (1702), опішнянський сотник (1694-1696);
- Син Роман (* ? — † 1726) — опішнянський сотник (1696-1726).

## Вшанування пам'яті
У селищі Нові Санжари провулок Пушкіна перейменували на провулок Якова Корицького.